# Babylonské zajetí

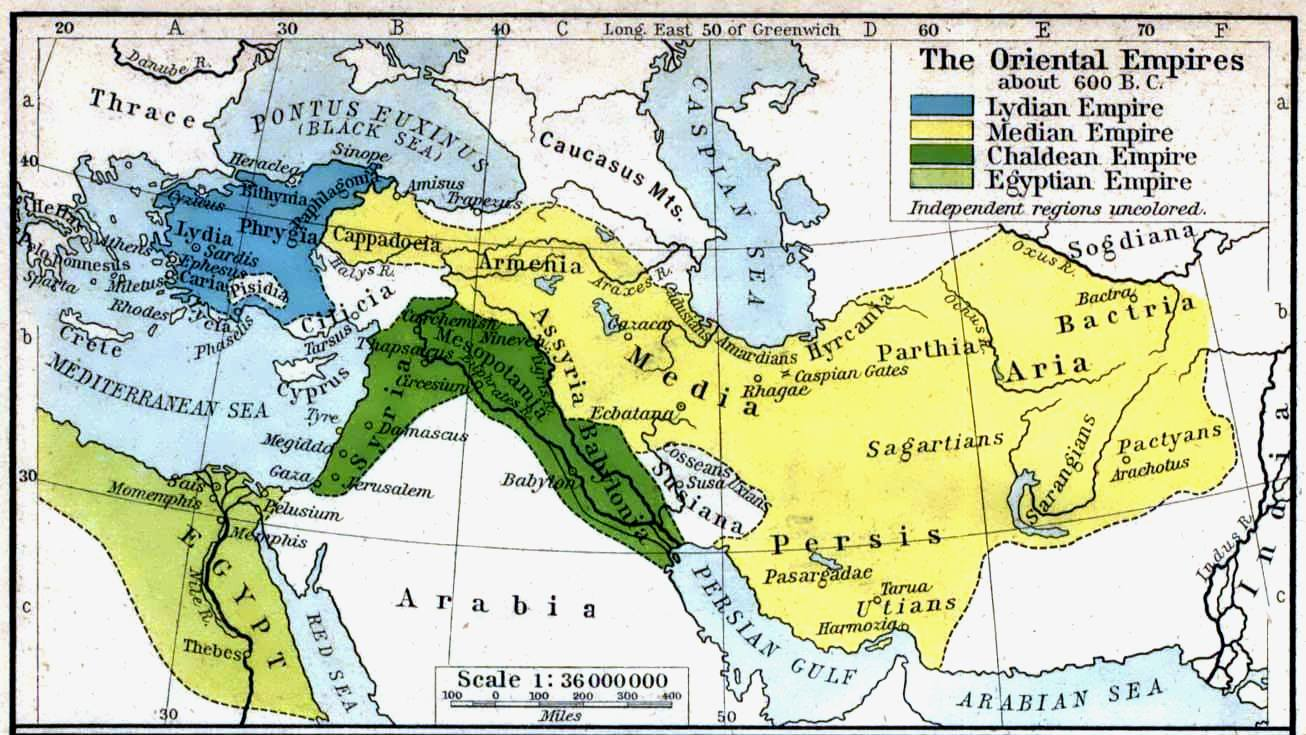
Rozsah babylonské říše na počátku 7. století př. n. l. (tmavě zelená)

Babylonské zajetí (též babylonský exil či vyhnanství) je označení pro deportaci a exil Židů z judského království do Babylónu za vlády Nabukadnesara II. na počátku 6. století př. n. l.. Návrat do Judska byl Židům povolen až roku 537 př. n. l., dva roky po dobytí Babylonie Peršany. Následovalo období dlouhé obnovy Jeruzaléma a náboženského života v Judsku. Událost má zásadní význam v dějinách izraelského národa, zformovala židovskou společnost i judaismus v období druhého Chrámu.

## Zánik judského království
V posledních desetiletích 7. století moc asyrské říše nezadržitelně slábla. To v judském království vzbudilo naděje na vytvoření panizraelského státu expanzí na území, jež dříve ovládalo izraelské království. Dříve než se však tyto plány mohly realizovat, mezinárodní situace se změnila: na západě prudce rostla moc Egypta, zatímco na východě se vzmáhala Babylonie. Střetnutí těchto dvou mocností mělo neblahé důsledky pro osud judského království.

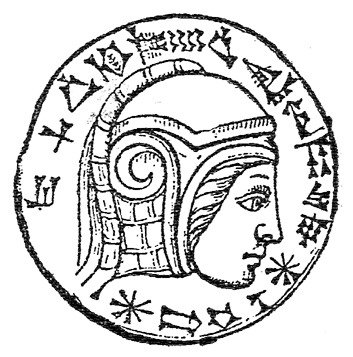
Mince Nebukadnesara II.

Když egyptský faraon Neko II. táhl proti Babylonii, zabil přitom roku 609 judského krále Jóšijáše u Megida, což zároveň znamenalo konec politického i náboženského reformního úsilí, jež Jóšijáš započal. Jóšijášova syna Jóachaze Egypťané odvlekli, takže místo něho vládl Jójakím. Po vítězství Babylonie nad Egyptem v bitvě u Karchemiše roku 605 se judský král stal babylonským vazalem. Ve snaze o vymanění se z babylonského područí král Jójakím požádal o pomoc Egypt, dříve než však nějaká pomoc přišla, oblehlo babylonské vojsko roku 597 Jeruzalém. Během obležení Jójakím zemřel. Jeho syna Jójakína, kněze a aristokracii Babyloňané odvlekli do zajetí a na trůn dosadili Sidkijáše. I ten se však vzbouřil, tentokrát však měla babylonská odveta ještě drastičtější účinky. Nebukadnesar II. roku 587 Judsko vyplenil, dobyl Jeruzalém, zbořil Chrám a část obyvatelstva odvlekl do zajetí (odhady počtu odvlečených se pohybují od několika tisíc do počtu maximálně 20 tisíc lidí, což by činilo čtvrtinu obyvatelstva).

## Zajatci, uprchlíci, pozůstalci a navrátilci
Zprávy o podmínkách zajatců v Babylonii jsou nejasné, žili zřejmě v Babylónu i na venkově a pravděpodobně vytvořili také nějakou formu organizace. Zbylému obyvatelstvu Judska nechal Nebukadnesar II. jistou míru autonomie, v jejímž čele stál Gedaljáš, jehož sídlem byla Mispa. Gedaljáš však byl kvůli snaze o spolupráci s Babyloňany záhy zavražděn a část obyvatelstva ze strachu před další babylonskou odvetou prchla do Egypta, mezi nimi i prorok Jeremjáš. V Judsku však život neustal. Zbylí obyvatelé se navzdory těžkým podmínkám dále živili zemědělstvím, v jisté formě pokračoval také náboženský život.

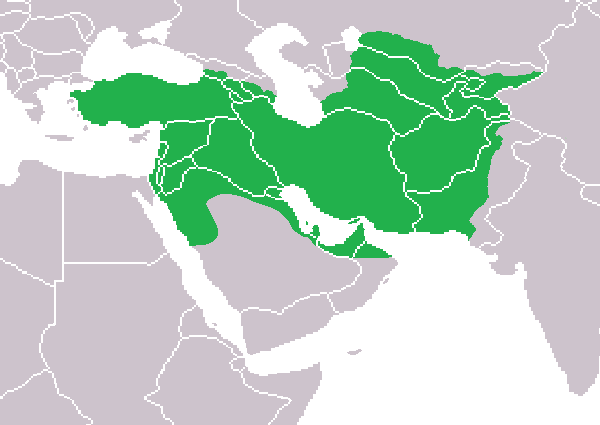
Rozsah perské říše za Kýra II.

Roku 539 dobyli Peršané Babylon a o dva roky později jejich král Kýros II. vydal edikt, podle něhož se zajatí Judejci (odtud výraz Židé) mohli vrátit domů do provincie Jehud. Tento edikt vynesl Peršanům loajalitu zejména vyšší židovské vrstvy, jež tvořila velkou část navrátilců. Návrat se však potýkal s mnoha problémy. Jen část Židů usazených v Babyloně mělo chuť se vrátit do stagnujícího Judska, a tak návrat probíhal pomalu a v několika vlnách. Navíc Židé, kteří se vrátili, se cítili být nositeli pravé formy náboženství a považovali náboženské představy obyvatelstva, jež v Judsku zůstalo, za pokleslé. Stroze proto odmítli nabídku jejich pomoci při obnově jeruzalémského chrámu. Původní obyvatelstvo se tudíž rozhodlo navrátilcům výstavbu Chrámu znemožnit. To se jim sice nepovedlo, Chrám byl roku 516 dokončen, mezi původním obyvatelstvem a navrátilci však vznikly jen těžko překonatelné rozpory.
Skutečná obroda náboženského života však nastala až po dalších padesáti letech okolo roku 458, kdy do Jeruzaléma přišel písař v hodnosti soudce Ezdráš, který tvrdě kritizoval míšení Židů s cizinci a zpronevěřování se Božím zákonům. Ezdráše následoval vysoký představitel perského dvora Nehemjáš, jenž obnovil i přes odpor Samařanů, Amónu i Arabů jeruzalémské hradby, prosadil sociální zákony a prosazoval náboženskou čistotu lidu (nesmíšená manželství). Ezdráš a Nehemjáš tak položili základy judaismu druhého Chrámu a prosadili přísné uplatňování deuteronomistického zákona. Je pravděpodobné, že teprve v době této poexilní rekonstrukce sponzorované Peršany došlo k definitivní kompozici různých tradic do nám známého Pentateuchu, pěti knih Mojžíšových neboli Tóry.

## Důsledky
Po babylonském zajetí židovské dějiny nabraly nový směr. Davidovská dynastie ztratila své postavení a rozhodující roli hrál perský místodržitel a vrstva kněží jeruzalémského Chrámu. Odmítnutím dialogu s původním obyvatelstvem judští navrátilci prohloubili rozpory společnosti Judska. Nejzřetelnější to bylo v případě Samařanů, kteří si dokonce později vystavěli na hoře Gerizim svůj vlastní chrám.
Z dlouhodobého hlediska však nejdůležitější důsledek představovala proměna židovského náboženství. Židé se na rozdíl od mnoha okolních národů nesmířili s prohrou, neopustili Hospodina, ale snažili se katastrofu do svého náboženského pojetí zapracovat. Nenaplnění Hospodinova slibu Davidovi, že jeho potomci budou v Jeruzalémě vládnout navěky, kruté zklamání, že odměnou za Jóšijášovu zbožnost a spravedlnost bylo zničení judského království, to vše naléhavě potřebovalo odpověď. Celé dějiny izraelského i judského království proto podle biblických autorů, kteří žili po zkáze Judska, byly dějinami úpadku a zánik Izraele i Judska byl odplatou za činy hříšných králů a tuto odplatu činy spravedlivých králů (například Chizkijáše či Jóšijáše) pouze oddalovaly. Nová teologická interpretace rovněž zdůrazňovala Boží smlouvu nikoli s jednotlivcem (davidovskou dynastií), ale s celým izraelským lidem. Tato smlouva tak trvá i v době absence krále a klade náboženské nároky na každého jednotlivce Izraele.
Z babylonského zajetí si Židé přinesli znalost aramejského písma, z kterého se postupně vyvinulo hebrejské písmo kvadrátní, které se stalo základem pro hebrejská písma používaná dodnes.